# An französischen Kaminen
An französischen Kaminen ist ein deutscher Spielfilm aus dem DEFA-Studio für Spielfilme von Kurt Maetzig aus dem Jahr 1963.

## Handlung
Ein Sonderzug mit Soldaten der Bundeswehr fährt im Jahr 1962 nach Frankreich, um dort die ihr im Rahmen der NATO zugedachten Aufgaben zu übernehmen. Während eines Halts an einem beschrankten Bahnübergang lernt der Soldat Klaus Wetzlaff die Französin Jeanne kennen, der es dank seines Rates gelingt, den Motor ihres Lastkraftwagens, der mehrere Schafe geladen hat, wieder zum Laufen zu bringen. Am Zielort eingetroffen, marschiert die Truppe durch die Stadt, während gerade dieser LKW an ihnen vorbeifährt und dabei ein Schaf von der Ladefläche verliert. Klaus Wetzlaff rennt hinzu, hebt das Schaf auf und übergibt es der Fahrerin. So sehen sich beide bereits zum zweiten Mal. 
Unterwegs nehmen Jeanne und ihre Cousine Georgette noch deren Bruder Gaston mit, der gerade Feierabend in seinem Betrieb hat. Als sie an dem Mahnmal für die im Zweiten Weltkrieg durch die deutschen Besatzer in einer Kapelle durch ein Feuer umgebrachten elf Dorfbewohner vorbeikommen, steht der Pariser Journalist Gérard davor, den Jeanne bereits vom Halt an der Eisenbahnschranke kennt, und Gaston lässt sich absetzen, um dessen Anliegen herauszubekommen. Der hatte gehört, dass das Denkmal gegen den Willen der Einheimischen abgerissen werden soll, und will deshalb einen Artikel über das Thema schreiben. Gemeinsam fahren sie zum Bürgermeister Bourguignon, dem Vater Jeannes, der den Tipp gibt, dass im Archiv der Unterpräfektur Unterlagen zu den Vorgängen des Verbrechens im Jahr 1944 liegen, die er persönlich als Leiter einer Partisanenabteilung dort nach dem Krieg abgegeben hat. Doch der Unterpräfekt tut sich etwas schwer mit der Herausgabe der Akten und verzögert diese. Im Gespräch erfährt Gérard aber, dass Bourguignons Frau zu den elf verbrannten Gefangenen gehörte und deren Schwager Ludovic als einzigem Mann, gemeinsam mit ihrer dreijährigen Tochter Jeanne, die Flucht gelang. 
Die deutschen Soldaten sind in einem Schloss untergebracht und erhalten dort auch von Major Siebert ihre ersten Unterweisungen, wie sie sich in Frankreich zu verhalten haben. Bei dieser Gelegenheit wird der Soldat Wetzlaff zum Fahrer des Majors ernannt. Eine seiner ersten Fahrten führt ihn mit dem Major zum Bürgermeister, wo er auch wieder auf Jeanne trifft, mit der er sich für den nächsten Tag verabredet. Der Bürgermeister hört dabei den Namen Wetzlaff und fragt den Major, ob er die Eltern dieses Soldaten kennt, da sein Stellvertreter im Widerstand ein Deutscher namens Wetzlaff war. Doch das Thema kann nicht geklärt werden, obwohl Klaus Wetzlaff hinzugerufen wird. Am nächsten Tag kommen Jeanne Zweifel, ob es richtig ist, sich mit einem Deutschen zu treffen, und sie geht nicht zum verabredeten Treffpunkt, doch trifft Klaus sie auf seinem Rückweg.
Jetzt wird Major Siebert von seinem Vorgesetzten General Rücker darüber aufgeklärt, dass auf dem gesamten Gelände, wo sich auch das Mahnmal befindet, unterirdische Startrampen für Raketen gebaut werden sollen und deshalb das Mahnmal im Weg steht. Anschließend trifft der Unterpräfekt beim General ein und eröffnet ihm, dass um 15:00 Uhr der Pariser Reporter bei ihm sein wird, um die Akten abzuholen. Brisant daran ist, dass General Heudel, der als Chef aller deutschen Militäreinheiten in Frankreich an der strategischen NATO-Planung beteiligt ist, der Verantwortliche für den Befehl zur Verbrennung der Zivilpersonen in der nahegelegenen Kapelle war. Da der Unterpräfekt die Herausgabe der Akten nicht mehr verhindern kann, erhält Major Siebert den Befehl, dafür zu sorgen, dass der Inhalt der Akten nicht in einem Artikel einer Pariser Zeitung erscheinen kann. In einem Café erklärt nun Major Siebert seinem Fahrer, weshalb sie in ziviler Kleidung und mit einem zivilen Auto unterwegs sind. Sie werden einen defekten Reifen vortäuschen, den Journalisten anhalten und um einen Wagenheber bitten. Siebert wird den Journalisten ablenken, und wenn Wetzlaff mit dem Radwechsel fertig ist, bringt er den Wagenheber zurück zum Auto, um dabei die gesuchten Unterlagen zu entwenden. Das Unternehmen verläuft wie geplant.
Zurück in seinem Auto will Gérard seine Zigaretten aus der Aktentasche nehmen und stellt dabei fest, dass sich die Unterlagen nicht mehr darin befinden. Er schlussfolgert sofort, dass die nur eben gestohlen worden sein konnten, wendet seinen Wagen und fährt den anderen hinterher. Die bemerken den Verfolger, und Wetzlaff beschleunigt auf Befehl das Tempo. Als sie in einen Waldweg abbiegen, verliert Gérard die Gewalt über sein Fahrzeug, das sich überschlägt und kopfüber in einem See landet. Während einige Angler versuchen, den Fahrer aus seinem Auto zu befreien, zwingt Major Siebert seinen Fahrer, umgehend den Unfallort zu verlassen. Einen Tag später – es ist ein regionaler Feiertag – erfährt Wetzlaff, dass der Journalist bei dem Unfall sein Leben verloren hat. Da der zuständige Ortspolizist die Angelegenheit nicht richtig ernst genommen hat, haben sich allerdings die Unfalluntersuchungen verzögert. Er bekommt vom Bürgermeister den Auftrag, schnellstens die übergeordneten Stellen anzufordern, und lädt ihn dafür anschließend zum Feiertagsessen ein, bei dem auch Klaus Wetzlaff anwesend ist, den das Geschehen am Vortag stark belastet. Während des Festmahls kommt es zum Streit zwischen dem Polizisten und dem Deutschen, was Ludovic veranlasst, die Geschichte der Toten aus der Kapelle zu erzählen, zu denen auch der Stellvertreter Bourguignons bei den Partisanen, ein Deutscher namens Wetzlaff, gehörte. Deshalb kommen auch noch einmal die Akten des Verbrechens zur Sprache, weshalb Klaus’ Stimmung nicht besser wird. Damit sich das ändert, wird er von dem Bürgermeister gemeinsam mit Jeanne zum Tanz in die Gaststätte geschickt. 
Doch beim Tanz kommt es zum Streit zwischen den Franzosen und den Deutschen, der in einer kräftigen Schlägerei endet, bei der Klaus sogar einen seiner eigenen Kameraden zu Boden schlägt. Als Jeanne dann Klaus sucht, findet sie ihn im Hof, weinend an der Hauswand lehnend. Als sie ihm ihre Liebe gesteht, schubst er sie zur Seite und rennt weg. Am nächsten Tag in der Unterkunft will Klaus erst dem Major nichts von der Schlägerei erzählen, doch der erfährt es telefonisch vom General. Das anschließende Gespräch endet damit, dass Klaus dem Major sagt, dass der ihm nichts mehr zu sagen habe und er jetzt wisse, wer sein Vater ist. Daraufhin bekommt er Ausgangsverbot. Dieses wird aufgehoben, als der General erfährt, dass der Soldat Wetzlaff die deutschen Verursacher der Schlägerei mit seinem Einsatz zurückhalten wollte. Inzwischen versucht Jeanette herauszubekommen, weshalb Klaus auf dem Hof der Gaststätte so abweisend zu ihr war. Aus den Ergebnissen dieser Recherche erkennt sie die Ursachen und deren Zusammenhänge, was sie auch Klaus erzählt. Der erklärt ihr, dass ihm die Zusammenhänge, die er jetzt erst erfährt, nicht bekannt waren, und verabschiedet sich von ihr für immer.
Klaus Wetzlaff wird zum General bestellt, der sich noch einmal für den Einsatz zur Beendigung der Schlägerei bedanken will und dabei den Soldaten Wetzlaff zum Gefreiten befördert. Als der General einige Unterlagen im Stahlschrank verschließt, entdeckt Klaus darunter die Akten, die er aus der Aktentasche des Journalisten gestohlen hat, und er sieht auch, wo der Schlüssel für den Schrank abgelegt wird. Als er dann das Fenster schließen soll, tut er dies auch, lässt den Riegel jedoch offen. In der kommenden Nacht wird die Kompanie wegen eines Übungsalarms aus dem Objekt ausrücken. Dieses Durcheinander nutzt Klaus, um an der Außenwand in das Zimmer des Generals zu klettern und dort die gesuchten Unterlagen zu entwenden. Als der General das Fehlen der Unterlagen feststellt, ist Klaus damit bereits auf dem Weg zu Jeanne, der er diese übergibt. Da klar ist, dass die Feldjäger zuerst beim Bürgermeister suchen werden, versteckt Gaston das brisante Material außerhalb des Hauses. Klaus Wetzlaff, dem bewusst ist, dass er der Suche nach ihm nicht entgehen kann, stell sich freiwillig den Feldjägern und wird abgeführt.

## Produktion und Veröffentlichung
An französischen Kaminen wurde als Schwarzweißfilm unter dem Arbeitstitel Deutsche in Frankreich von der Künstlerischen Arbeitsgruppe „Roter Kreis“ gedreht und hatte seine Uraufführung am 3. Januar 1963 im Berliner Kino Colosseum. Im Fernsehen wurde der Film zum ersten Mal am 24. Januar 1964 vom Deutschen Fernsehfunk ausgestrahlt.
Die Dramaturgie lag in den Händen von Klaus Wischnewski. Die Anregung zum Filmtitel lieferte die Märchensammlung Träumereien an französischen Kaminen des Arztes und Poeten Richard von Volkmann von 1871. 

## Kritik
Horst Knietzsch schrieb am 6. Januar 1963 im Neuen Deutschland, dass die beiden Drehbuchautoren als Angehörige der französischen Widerstandsbewegung im Zweiten Weltkrieg gegen die deutschen Besatzer kämpften und mitnichten nur einen Film über die Liebe schreiben wollten. Und weiter schreibt er:

„Sie entwirren viel stärker mit den Mitteln kämpferischer Publizisten den Schleier, mit denen die offiziellen französisch-westdeutschen Beziehungen verhüllt werden. Sie lassen vor allem keine Mißverständnisse aufkommen über die Absichten des westdeutschen Militärs, ganz gleich hinter welch heuchlerischer Maske sie sich verstecken.“

Günter Bohnsack schrieb in der Berliner Zeitung vom 8. Januar 1963, dass es sich bei diesen Film nicht nur um eine Liebe in einer französischen Stadt handelt. In den gezeigten Episoden geht es auch um das Wiedererstarken des westdeutschen Imperialismus und die Unterwerfung Frankreichs im Rahmen der sogenannten europäischen Interessengemeinschaft. Am Beispiel der gezeigten Stadt werden Beweise der gefährlichen Verknüpfungen der Gegenwart und der Vergangenheit gezeigt, wie sie in das Leben der Menschen eingreifen.
  

In der Neuen Zeit vom 17. Januar 1963 äußerte sich ein – ch über den Film wie folgt:

„Dass der Film, in dem Regisseur Kurt Maetzig über ein freilich sehr gekonntes konventionelles Arrangement der Szenen nicht hinausgelangt ist und sich sehr auf äußerliche Effekte verläßt, nicht immer der gedanklichen Tiefe dieser Problemstellung gerecht wird, kann freilich nicht übersehen werden. Atmosphäre ist in den Chansons von Wilhelm Neef, sonst kaum.“

Für das Lexikon des internationalen Films ist dieser Film nur eine vergröbernde, unglaubwürdige politische Propaganda.